# Fernando II de Portugal
Fernando II (nome completo em alemão: Ferdinand August Franz Anton Koháry von Sachsen-Coburg-Gotha; Viena, 29 de outubro de 1816 – Lisboa, 15 de dezembro de 1885) foi o segundo marido da rainha D. Maria II e Príncipe Consorte de Portugal, de 1836 até 1837, altura em que se tornou Rei de Portugal e Algarves por direito de sua esposa. Era o filho mais velho do príncipe Fernando de Saxe-Coburgo-Gota e da sua esposa, a princesa Maria Antônia de Koháry.

## Biografia

### Família

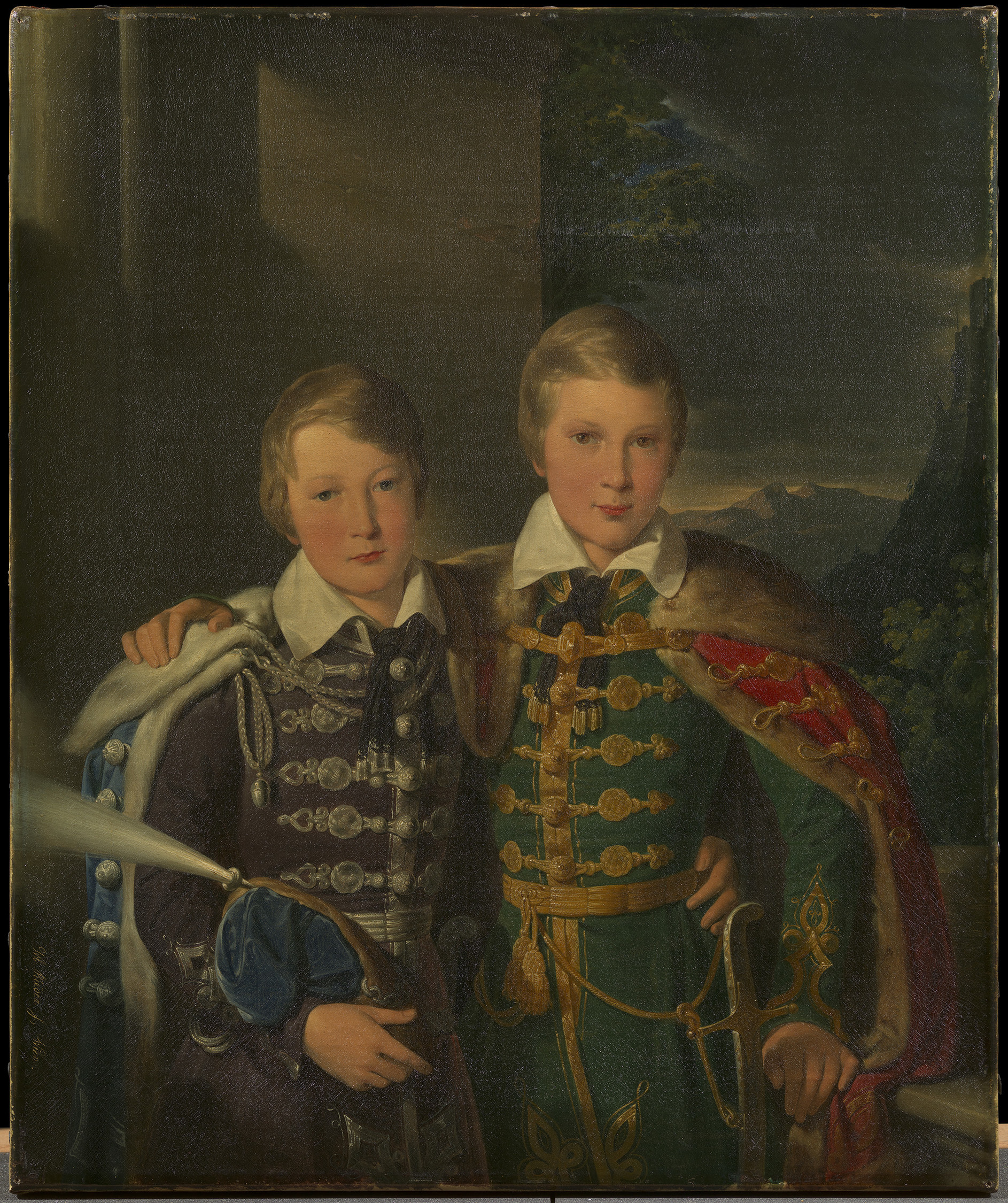
Os príncipes Augusto e Fernando, enquanto crianças (c. 1824).

Foi o primogénito do príncipe Fernando de Saxe-Coburgo-Gota, irmão do duque Ernesto I e do rei Leopoldo I dos Belgas, e da sua esposa, Maria Antônia de Koháry. Teve três irmãos mais novos: Augusto, Vitória e Leopoldo.[carece de fontes?]

### Rei de Portugal
Em 1835, quando D. Maria II enviuvou do seu primeiro casamento com o príncipe Augusto de Beauharnais, D. Fernando foi escolhido para novo esposo da soberana.[carece de fontes?]
As negociações do casamento foram dirigidas por D. Francisco de Almeida Portugal, Conde de Lavradio, tendo o contrato matrimonial sido assinado em 1 de Dezembro de 1835, com o barão de Carlowit em representação do duque reinante de Saxe-Coburgo, e o barão de Stockmar em representação do príncipe Fernando, seu pai.[carece de fontes?]
A 1 de Janeiro de 1836, casa-se com D. Maria II por procuração, a qual assina o decreto nomeando D. Fernando marechal-general do Exército, posto reservado ao próprio Rei, na sua função de Comandante Supremo do Exército.[carece de fontes?]
D. Fernando partiu de Coburgo, atravessou a Bélgica, e embarcou em Oostende para Lisboa, onde chegou a 8 de Abril. A cerimónia do casamento realizou-se no dia seguinte. Deste matrimónio nasceram onze filhos, sete dos quais sobreviveram à nascença, incluindo os reis D. Pedro V e D. Luís I.
A nomeação de D. Fernando enquanto marechal-general gerou polémica entre os liberais mas, uma vez que essa dignidade já houvera sido conferida ao príncipe D. Augusto, o governo não podia deixar de comprometer-se com a rainha.[carece de fontes?]
De acordo com a lei Portuguesa, enquanto marido da rainha reinante, D. Fernando só poderia receber o título de rei após o nascimento do primeiro herdeiro (foi por este motivo que o primeiro marido da rainha, Augusto de Beauharnais, nunca foi rei). D. Fernando foi, portanto, príncipe de Portugal até ao nascimento do futuro D. Pedro V em 1837.[carece de fontes?]
Foi eleito, a 4 de Maio de 1836, presidente da Academia Real das Ciências.[carece de fontes?]

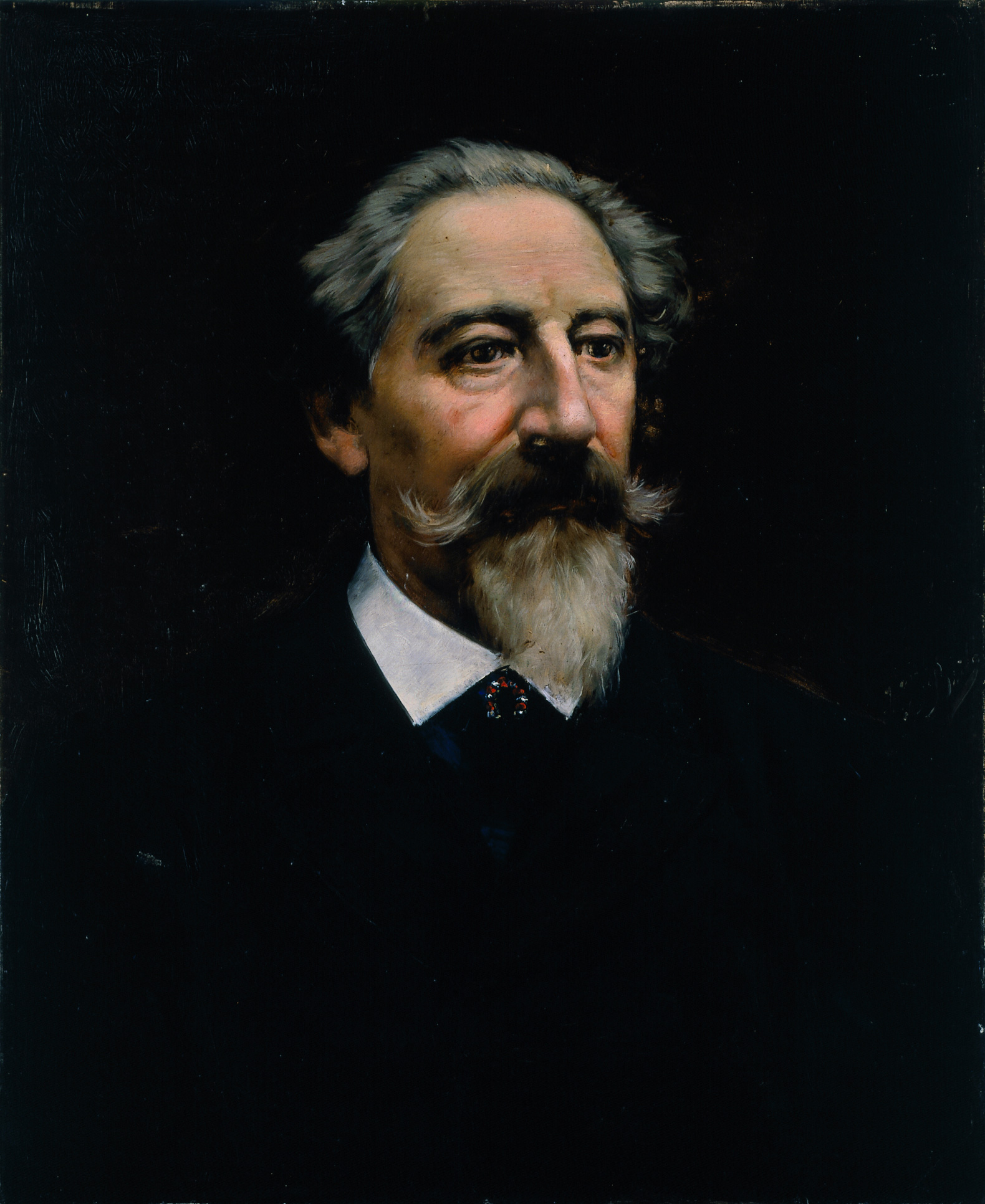
D. Fernando II em 1852

D. Fernando evitou envolver-se no panorama político, preferindo dedicar-se às artes. Por ocasião da fundação da Academia de Belas-Artes de Lisboa a 25 de Outubro de 1836, D. Fernando e a rainha declaram-se seus protectores.[carece de fontes?]
Após uma visita ao Mosteiro da Batalha (que se encontrava abandonado, depois da extinção das ordens religiosas), D. Fernando passa a dedicar parte das suas preocupações às causas de cariz nacionalista, como a protecção do património arquitectónico português edificado, tendo também impulsionado aspectos culturais e financeiros, a par do estímulo à acção desenvolvida por sociedades eruditas, como projectos de restauração e manutenção respeitantes não só à vila da Batalha, mas também ao Convento de Mafra, Convento de Cristo, em Tomar, ao Mosteiro dos Jerónimos, Sé de Lisboa, e Torre de Belém.
Como amante de pintura que era, colaborou com algumas gravuras de sua autoria, na Revista Contemporânea de Portugal e Brasil  (1859-1865).

### Tronos grego e espanhol
Em 1862, depois de uma revolta na Grécia contra o rei Oto I, D. Fernando II foi convidado a subir ao trono grego, proposta que recusou.[carece de fontes?]
Em 1868, com a revolução que expulsou a rainha Isabel II de Espanha, o governo provisório espanhol, não desejando estabelecer uma república, ofereceu a coroa a D. Fernando II, então com cinquenta e dois anos, proposta que D. Fernando também rejeitou.[carece de fontes?]

### Segundo casamento

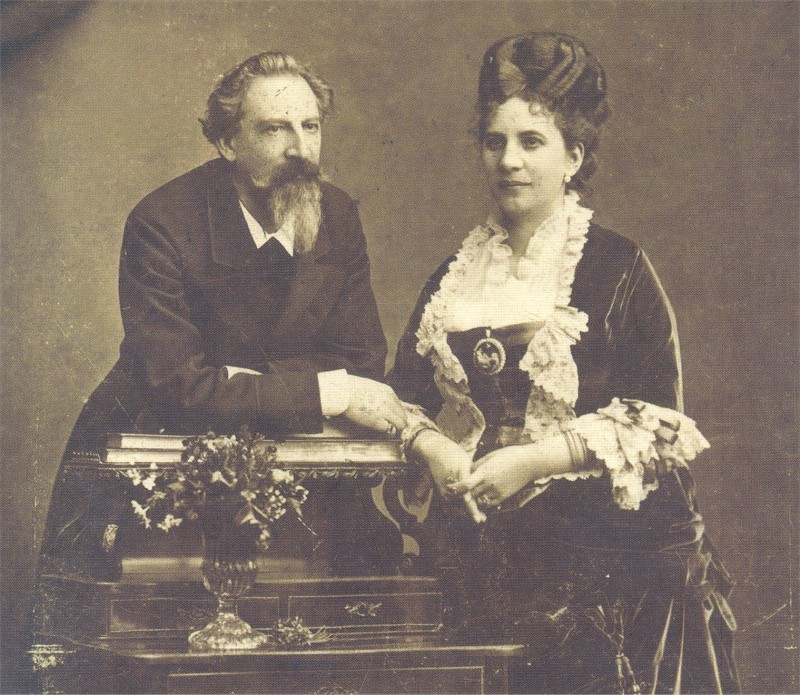
D. Fernando II e Elise Hensler

Em 1869, D. Fernando casa-se pela segunda vez, morganaticamente, com Elise Hensler, tornada Condessa d'Edla, que era uma cantora de ópera e mãe solteira, a quem viria a deixar como herança o Palácio da Pena, cuja construção foi da sua inteira responsabilidade.[carece de fontes?]

### Morte

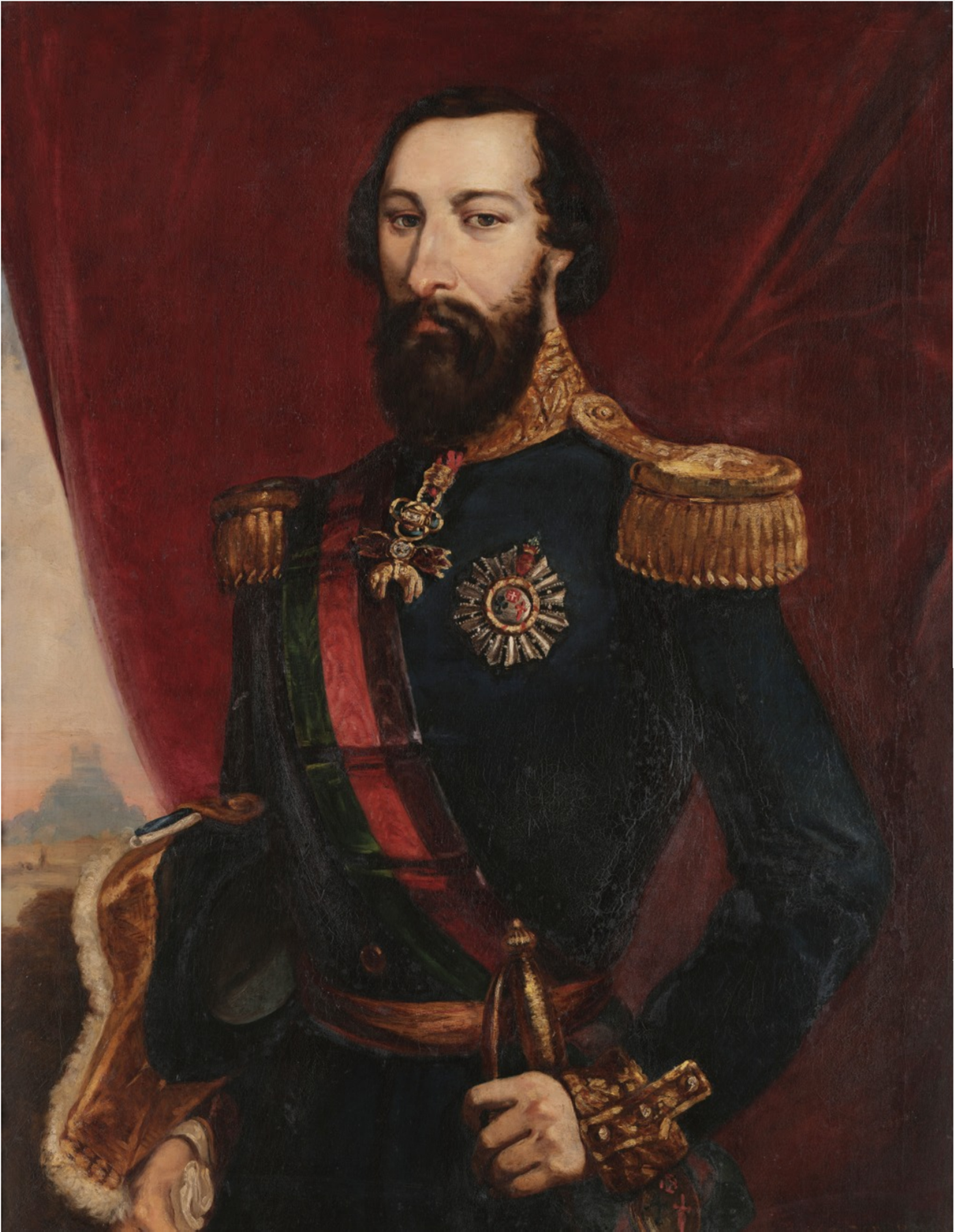
D. Fernando II, por Manuel Maria Bordalo Pinheiro

Desde os sessenta anos que D. Fernando sofria de um cancro facial que o desfigurou bastante, mantendo-o afastado da vida pública. A 12 de Dezembro de 1885, devido à visão dupla provocada pelo tumor, no intervalo de uma ópera, tropeçou ao descer as escadas para o vestíbulo no Teatro de São Carlos, batendo violentamente com a cabeça contra a parede. Ficou em coma e morreu três dias depois. No seu testamento, deixou quase todos os seus bens à viúva, o que provocou uma comoção pública.
O seu corpo jaz ao lado do de D. Maria II, sua primeira esposa, no Panteão Real da Dinastia de Bragança, no Mosteiro de São Vicente de Fora, em Lisboa.[carece de fontes?]

## Títulos, estilos e honrarias

### Títulos e estilos
- 29 de outubro de 1816 – 12 de novembro de 1826: "Sua Alteza Sereníssima, o Príncipe Fernando de Saxe-Coburgo-Saalfeld"
- 12 de novembro de 1826 – 1 de janeiro de 1836: "Sua Alteza Sereníssima, o Príncipe Fernando de Saxe-Coburgo-Gota"
- 1 de janeiro de 1836 – 16 de setembro de 1837: "Sua Alteza Real, o Príncipe Consorte"
- 16 de setembro de 1837 – 15 de novembro de 1853: "Sua Majestade Fidelíssima, o Rei"
- 15 de novembro de 1853 – 15 de dezembro de 1885: "Sua Majestade Fidelíssima, o Rei D. Fernando II"

### Honrarias
- Grã-Cruz da Ordem Militar de Cristo
- Grã-Cruz da Ordem Militar de Avis
- Grã-Cruz da Ordem Militar de Sant'Iago da Espada
- Grã-Cruz da Ordem de Nossa Senhora da Conceição de Vila Viçosa
- Grã-Cruz da Ordem Militar da Torre e Espada, do Valor, Lealdade e Mérito
- Medalha Militar de Bons Serviços (Grau Ouro)
- Cavaleiro da Ordem do Tosão de Ouro, de Espanha
- Cavaleiro da Ordem Suprema da Santíssima Anunciação, da Sardenha
- Grã-Cruz da Ordem de Ernesto Pio, de Saxe-Coburgo-Gotha
- Grã-Cruz da Ordem de Santo Estêvão, da Áustria
- Grã-Cruz da Imperial Ordem do Cruzeiro, do Brasil
- Grã-Cruz da Imperial Ordem de Pedro Primeiro, do Brasil
- Grã-Cruz da Imperial Ordem da Rosa, do Brasil
- Grã-Cruz da Ordem de Leopoldo, da Bélgica
- Grã-Cruz da Ordem da Coroa, da Saxónia
- Grã-Cruz da Ordem do Rei Frederico Augusto, da Saxónia
- Grã-Cruz da Ordem da Águia Negra, da Prússia
- Grã-Cruz da Ordem da Águia Vermelha, da Prússia
- Grã-Cruz da Ordem de Santo Alexandre Nevsky, da Rússia
- Grã-Cruz da Ordem de Santo André, da Rússia
- Grã-Cruz da Ordem de Santa Ana, da Rússia
- Grã-Cruz da Ordem da Águia Branca, da Rússia
- Grã-Cruz da Ordem da Legião de Honra, de França
- Grã-Cruz da Ordem do Elefante, da Dinamarca
- Grã-Cruz da Ordem do Leão Neerlandês, dos Países Baixos
- Grã-Cruz da Ordem dos Serafins, da Suécia
- Grã-Cruz da Ordem de São Fernando, de Nápoles